# Pedro Pierry
Pedro Pierry Arrau (n. Valparaíso, 30 de mayo de 1941) es un abogado, profesor y juez chileno. Fue ministro de la Corte Suprema de Chile entre 2006 y 2016 y ministro del Tribunal Calificador de Elecciones de Chile en el periodo 2008-2012.

## Estudios
Pierry realizó su enseñanza básica y media en el colegio The Mackay School de Viña del Mar. En 1959 ingresó a la Facultad de Ciencias Jurídicas y Sociales de la Pontificia Universidad Católica de Valparaíso a estudiar Derecho, terminando sus estudios en 1963 y titulándose como abogado en 1966.
Inició y cursó un doctorado en Derecho Administrativo en la Facultad de Derecho de la Universidad de París, Francia, entre octubre de 1966 y octubre de 1968; pero nunca lo concluyó. En el país galo también obtuvo un Diploma en Administración Pública por el Instituto Internacional de Administración Pública en febrero de 1969.

## Carrera profesional
Pierry Arrau fue nombrado abogado del Consejo de Defensa del Estado (CDE) en la Procuraduría de Valparaíso, en enero de 1966. En abril de 1991, fue designado consejero del CDE, llegando a ser presidente de la sección contenciosa administrativa. Asimismo, fue miembro del Consejo de Monumentos Nacionales, en representación del CDE entre enero de 1993 y diciembre de 1995; y julio de 2005 y diciembre de 2006.
El 14 de diciembre de 2006, fue nombrado ministro de la Corte Suprema de Justicia, siendo integrante y presidente de la Tercera Sala o Sala Constitucional. En dicha calidad, ejerció como ministro del Tribunal Calificador de Elecciones (Tricel) entre 2008 y 2012. Además, fue consejero de la Corporación Administrativa del Poder Judicial (CAPJ) entre 2012 y 2014, consejero de la Academia Judicial y presidente del Comité de Modernización de la Corte Suprema. Cesó en el cargo el 30 de mayo de 2016, al cumplir 75 años, límite de edad legal para permanecer en el Poder Judicial.

## Actividad académica
Se ha desempeñado como académico de Derecho Administrativo en la Pontificia Universidad Católica de Valparaíso, la Universidad de Valparaíso y la Universidad de Chile. Fue secretario General de la Universidad Católica de Valparaíso entre agosto de 1969 y diciembre de 1970, y director de la Escuela de Derecho de la Universidad Católica de Valparaíso entre agosto de 1986 y abril de 1992.
Ha publicado artículos en diversas publicaciones y revistas especializadas. Su área de mayor interés es la Responsabilidad del Estado, en donde ha defendido la teoría subjetiva por falta de servicio, imitando al régimen francés, en contraste a autores como Eduardo Soto Kloss que han planteado la responsabilidad objetiva del Estado de Chile.

## Controversias
El 4 de abril de 2012 la Corte Suprema de Chile aprobó el megaproyecto Hidroaysén, de la sociedad formada por Endesa y Colbún S.A., rechazando todos los recursos de protección que estaban en juicio en su contra. El ministro Pedro Pierry, que votó a favor del proyecto, poseía para entonces 109.840 acciones de Endesa, adquiridas en 1988 y valorizadas en más de 97 millones de pesos (US$ 201 mil) al momento del fallo, lo que fue denunciado como un conflicto de intereses. Al tratarse de un fallo dividido (3 a 2) el voto de Pierry resultó en la práctica decisivo en la resolución final. Pierry defendió su actuación asegurando que la ley no lo obligaba a inhabilitarse. Posteriormente, en mayo del mismo año, votó en contra del recurso de protección en contra del proyecto hidroeléctrico Río Cuervo. Sin embargo, el recurso fue aprobado por la Corte Suprema por 3 votos sobre 2. El 9 de mayo, el Comité de Ética de la Corte Suprema acogió a trámite denuncias parlamentarias en contra de Pierry por su participación en el caso Hidroaysén. El 12 de junio el Pleno de la Corte Suprema rechaza de forma unánime la denuncia realizada ante el comité de ética argumentando que el ministro Pierry tenía una participación menor a lo establecido por el artículo 196, n° 8 del Código Orgánico de Tribunales que establece un porcentaje de 10% para inhabilitarse y en que su participación accionaria se conocía con anterioridad a la vista de los recursos.

## Publicaciones
- “La Defense de l´Etat devant les Tribunaux”. París, 1968. Publicación restringida (80 ejemplares). Instituto Internacional de Administración Pública.
- “El control de la discrecionalidad administrativa". Revista de Ciencias Jurídicas de Valparaíso. N.º 2, diciembre de 1971 y en Revista Chilena de Derecho. Facultad de Derecho. Universidad Católica de Chile. Vol. II Nºs. 2-3, mayo - diciembre de 1984.[10]
- “Competencia de los Tribunales Ordinarios para conocer de la Actividad Administrativa". Revista de Ciencias Jurídicas de Valparaíso. N.º 4. Noviembre l973.[11]
- “Bases para la creación de Tribunales Administrativos". Boletín del Instituto de Docencia e Investigación Jurídicas. Julio 1973.
- “El Ombudsman en la Constitución Política". Boletín del Instituto de Docencia e Investigación Jurídicas. Enero 1974.
- “La Responsabilidad extracontractual del Estado”. Revista de Ciencias Jurídicas de Valparaíso. N.º 5. Diciembre 1975, y en Anuario de Derecho Administrativo N.º 1. Ediciones Revista de Derecho Público. Universidad de Chile. Santiago. 1975 - 1976.[12]
- “El recurso de nulidad". En publicación titulada: “Lo Contencioso Administrativo" que incluye trabajos de varios profesores presentados en Jornadas sobre lo Contencioso Administrativo. Ediciones Universitarias de Valparaíso. Universidad Católica de Valparaíso. 1976.
- “Otros aspectos de lo Contencioso Administrativo". En publicación titulada “Lo Contencioso Administrativo" que incluye trabajos de varios profesores presentados en Jornadas sobre lo Contencioso Administrativo. Ediciones Universitarias de Valparaíso. Universidad Católica de Valparaíso. 1976.
- “El Servicio Público en Chile". Actas de las VII Jornadas de Derecho Público. Ediciones Universitarias de Valparaíso 1977.
- “El recurso de protección y lo contencioso administrativo". Revista de Derecho. Universidad Católica de Valparaíso. N.º 1. 1977 y en Revista de Derecho. Universidad de Concepción. 1977.[13]
- “La Responsabilidad extracontractual de las Municipalidades" Revista de Ciencias Sociales. Universidad de Chile. Valparaíso. 1977 y en Anuario de Derecho Administrativo N.º 2. Ediciones Revista de Derecho Público. Universidad de Chile. Santiago. 1977 - 1978.
- “El derecho del entorno y lo contencioso administrativo". Revista de Derecho. Universidad Católica de Valparaíso. N.º 2. 1978.[14]
- “Notas en torno a la competencia de los tribunales ordinarios para conocer de la actividad administrativa". Revista de Derecho. Universidad Católica de Valparaíso. N.º 3. 1979.[11]
- “Lo contencioso administrativo en la Constitución Política de 1980. Competencia del Poder Judicial hasta la dictación de la ley". Revista de Derecho. Universidad Católica de Valparaíso. N.º 5. 1981 y en Revista de Derecho Público. Universidad de Chile. Santiago. N.º 29-30. 1981.[15]
- “Transformaciones en la organización administrativa del Estado". Revista de Derecho. Universidad Católica de Valparaíso. N.º 6. 1982.[16]
- “Reclamo del agraviado por resolución municipal en el contencioso administrativo municipal". Revista de Derecho. Universidad Católica de Valparaíso. N.º 6. 1982.[17]
- “Responsabilidad extracontractual del Estado por los delitos cometidos por sus funcionarios". Revista de Derecho. Universidad Católica de Valparaíso. N.º 7. 1983 y en Actas de las XIII Jornadas de Derecho Público. Universidad de Concepción. 1983.[18]
- “Responsabilidad de los entes públicos por el mal estado de las vías públicas". Revista de Derecho. Universidad Católica de Valparaíso. N.º 8. 1984 y en Actas de las XV Jornadas de Derecho Público. Edeval. Universidad de Valparaíso. 1985.[19]
- “Personalidad jurídica para la Región". Revista de Derecho. Universidad Católica de Valparaíso. N.º.9. 1985.[20]
- “Algunos aspectos de la actividad empresarial del Estado". Revista de Derecho. Universidad Católica de Valparaíso. N.º 9. 1985.[21]
- “La Administración del Estado en la Constitución Política". Revista de Derecho. Universidad Católica de Valparaíso. N.º 10. 1986.[22]
- “Las audiencias públicas". Revista de Derecho. Universidad Católica de Valparaíso. N.º 13. 1989-1990 y en Actas de las XX Jornadas de Derecho Público. Edeval. Universidad de Valparaíso. 1990.[23]
- “Le contentieux administratif au Chili". Etudes et Documents. Conseil d´Etat. Publicación anual del Consejo de Estado. Paris. Francia.
- “Nulidad en el Derecho Administrativo". Revista de Derecho, Universidad Católica de Valparaíso. N.º 15. 1994.[24]
- “Lo Contencioso Administrativo y el Recurso de Protección" Conferencia Inaugural de las XXII Jornadas de Derecho Público. Publicada en Revista de Derecho. Universidad Católica de Valparaíso. N.º 14. 1992.
- “Repetición del Estado contra el funcionario". Revista de Derecho. Universidad Católica de Valparaíso. N.º 16. 1995y en Actas de las XXV Jornadas de Derecho Público. Edeval. Universidad de Valparaíso. 1995.[25]
- “Algunos aspectos de la Responsabilidad Extracontractual del Estado por Falta de Servicio". Revista de Derecho Público. Universidad de Chile. Santiago. N.º 59. enero - junio de 1996 y en Revista de Derecho y Jurisprudencia. Tomo XCII N.º 2 de mayo - agosto de 1995.
- 28)“La Responsabilidad Extracontractual del Estado por Falta de Servicio”. Revista de Derecho. Consejo de Defensa del Estado. Año 1 N° 1. Julio 2000.[12]
- “Tribunales Contencioso Administrativos”. Revista de Derecho. Consejo de Defensa del Estado. Año 1 N° 2 . Diciembre 2000.[26]
- “Transformaciones del Derecho Administrativo en el Siglo XX” Publicación de la Contraloría General de la República con ocasión de sus 75 años. 2002 y en Revista de Derecho. Consejo de Defensa del Estado. Número 5. Diciembre 2001.[27]
- “La falta de servicio en la actividad médica.” Revista de Derecho. Consejo de Defensa del Estado. Número 8 .Diciembre 2002.[28]
- “Prescripción de la Responsabilidad Extracontractual del Estado. Situación actual de la jurisprudencia de la Corte Suprema. Revista de Derecho del Consejo de Defensa del Estado. Número 10. Diciembre 2003.[29]
- “¿Es objetiva la Responsabilidad del Estado? Estado actual de la jurisprudencia”. Revista de Derecho del Consejo de Defensa del Estado. Número 11. Junio 2004.
- “Responsabilidad del Estado por daño ambiental”. Cumplimiento de la legislación ambiental y reparación de daños al medio ambiente. Cooperación ambiental: Estados Unidos-Chile. Tratado de Libre Comercio. Editada por Consejo de Defensa del Estado. Santiago, septiembre de 2004.
- “Nulidad de derecho público”. La justicia Administrativa. Facultad de Ciencias Jurídicas y Sociales. Universidad Austral de Chile. Ed. Lexis Nexis, mayo de 2005.
- “Concepto de acto administrativo en la Ley de Procedimiento Administrativo. El reglamento. Dictámenes de la Contraloría General de la República”. Revista de Derecho del Consejo de Defensa del Estado. Número 13. Agosto 2005.[30]